# Зубаиров, Дилявер Мирзабдуллович
Дилявер Мирзабдуллович Зубаиров (5.09.1931, Казань — 22.09.2010, Казань) — советский российский медик. Доктор медицинских наук, профессор, заведующий кафедрой Казанского государственного медицинского университета. Лауреат Государственной премии России (1991). «Заслуженный деятель науки Российской Федерации» (1997).
Автор открытия циркуляции тромбина в крови животных, перенесших острую кровопотерю и теории непрерывного свертывания крови, которая противостояла теории Пауля Моравица о невозможности появления тромбина в кровотоке.

## Биография
Всю жизнь прожил в Казани.
Родился в 1931 году в семье врача. Отец Мирзабдулла — врач, мать — ассистент кафедры общей химии авиационного института. После окончания средней школы № 4 в 1949 г. поступил на лечебный факультет Казанского медицинского института.
В 1955 году окончил институт и был оставлен в аспирантуре. В 1958 г. окончил аспирантуру, защитив кандидатскую диссертацию на тему: «Влияние интероцептивных рефлексов и функционального состояния высшей нервной деятельности на свертываемость крови» (руководители профессора Л. М. Ишимова и М. А. Ерзин). В 1964 г. защитил докторскую диссертацию на тему: «Физиологические и патофизиологические механизмы регуляции свертываемости крови».
После защиты кандидатской диссертации — ассистент кафедры фармакологии, с 1964 года заведующий кафедрой биохимии КГМИ.
С 1961 г. ответственный секретарь, с 1974 г. — главный редактор «Казанского медицинского журнала». Был членом редколлегии журнала «Тромбоз, гемостаз и реология» (г. Москва), редакционного совета журналов «Гематология и трансфузиология» (г. Москва) и «Неврологический вестник» (г. Казань).
Автор 265 научных публикаций. Среди них — 171 журнальная статья, 5 монографий, 1 учебник, выдержавший 3 переиздания, и 18 учебных пособий. Осуществил научное руководство в подготовке 10 докторов и 32 кандидатов наук.

## Награды
Награждён орденом Трудового Красного Знамени, медалями «Ветеран труда» и «В память 1000-летия Казани». Лауреат Государственной премии России (1991). «Заслуженный деятель науки Российской Федерации» (1997).